# Moita (Monduli)
Moita ist ein Verwaltungsbezirk (Ward) des Distrikts Monduli in der tansanischen Region Arusha.

## Geografie
Moita liegt im Norden von Tansania, etwa 25 Kilometer südwestlich der Regionshauptstadt Arusha. Im Südosten grenzt der Bezirk an die Region Manyara. Bei der Volkszählung 2022 lebten hier 14.666 Menschen in 3146 Haushalten.

## Gliederung
Der Bezirk besteht aus fünf Gemeinden (Mtaa) mit 21 Orten (Kitongoji):
| Moita Kiloriti - Embararuai - Erangau - Konyori - Arkina - Einoti | Kiloriti Kipok - Lemugur - Orkisima - Engikaret | Loolera - Lovilokuny - Loolera - Edoinyo | Moita Bwawani - Endipidapoi - Nasisini - Orkolili - Kitosokoine - Naalarami | Kilimatinde - Silongoi - Noongai - Kilmatinde - Kitosokoine - Einito |

## Wirtschaft und Infrastruktur
- Gesundheit: Im Bezirk liegen drei staatliche Apotheken, eine in Moita Bwawani,[6] eine in Moita Kiloriti[7] und eine in Kilimatinde.[8]
- Bildung: Die Kipok Girls Secondary Boarding School ist eine weiterführende Schule für Mädchen mit Internat.[9] Die Moita Secondary School bildet Knaben bis zur 4. Stufe aus.[10]